# Jamie Prebble
Jamie Prebble (* 28. Mai 1991 in Christchurch) ist ein neuseeländischer Freestyle-Skier und ehemaliger alpiner Skirennläufer. Er startet in der Disziplin Skicross.

## Werdegang
Prebble begann seine Sportkarriere als alpiner Skirennläufer. Dabei trat er von 2006 bis 2013 bei FIS-Rennen und am Australian New Zealand Cup an. Bei der Alpinen Skiweltmeisterschaften 2013 in Schladming belegte er den 63. Platz im Super G. Sein erstes Weltcuprennen in der Freestyle-Skiing Disziplin Skicross absolvierte er im Dezember 2012 in Nakiska, welches er auf dem 38. Platz beendete. Bei den Freestyle-Skiing-Weltmeisterschaften 2013 in Voss errang er ebenfalls den 38. Platz. Im Sommer 2014 kam er beim Australian New Zealand Cup am Mount Hotham auf den zweiten und auf den ersten Platz und gewann damit die Gesamtwertung. Im Februar 2015 erreichte er in Åre mit dem sechsten Platz seine erste Top-Zehn-Platzierung und bisher beste Platzierung im Weltcup. Bei den Freestyle-Skiing-Weltmeisterschaften 2017 in der Sierra Nevada holte er überraschend die Silbermedaille im Skicross.
Prebble nahm bisher an 51 Weltcuprennen teil und belegte dabei zweimal eine Platzierung unter den ersten zehn. (Stand: Saisonende 2016/17)

## Freestyle-Skiing-Weltcup-Gesamtplatzierungen
| Saison  | Gesamt | Gesamt | Skicross | Skicross |
| Saison  | Punkte | Platz  | Punkte   | Platz    |
| ------- | ------ | ------ | -------- | -------- |
| 2013/14 | -      | -      | 1        | 58.      |
| 2014/15 | 5      | 134.   | 57       | 34.      |
| 2015/16 | 0,5    | 246.   | 6        | 53.      |
| 2016/17 | 8,71   | 134.   | 122      | 29.      |